# بيتروس راموس
كان بيتروس راموس (Petrus Ramus، بالفرنسية: Pierre de la Ramée؛ جرت أنجلزته إلى Peter Ramus؛ من مواليد عام 1515 – توفي في يوم 26 أغسطس من عام 1572) مفكرًا إنسانيًا فرنسيًا مؤثرًا، وعالم منطق، ومصلحًا تعليميًا. وبسبب اعتناقه البروتستانتية، كان واحدًا من أبرز ضحايا مذبحة سان بارتيليمي.

## نشأته
ولد في قرية كوتس في بيكاري؛ وكان والده مزارعًا. قُبل في كلية نافاري عندما كان في الثانية عشرة (بالتالي نحو عام 1527)، وعمل بصفة مستخدم. كان ثمة رد فعل تجاه المدرسية قد بلغ أوجه، وذلك في مرحلة انتقالية للأرسطية. في مناسبة تلقيه درجته في عام 1536، يُزعم أن راموس اتخذ من Quaecumque ab Aristotele dicta essent, commentitia esse، أطروحة له، والتي يُعيد وولتر جيه. أونغ صياغتها كما يلي:
«كل الأشياء التي قال عنها أرسطو إنها متضادة لأنها ممنهجة بشكل رديء ولا يمكن تذكرها إلا باستخدام أجهزة الذاكرة الاعتباطية».
وفقَ أونغ، كان هذا النوع من الأطروحات المذهلة في الحقيقة روتينيًا آنذاك. مع ذلك، أثار أونغ تساؤلات حول ما إذا كان راموس قد قدم بالفعل هذه الأطروحةً قط.

## بداية حياته الأكاديمية
بدأ راموس، بصفة خريج جامعي، بإعطاء مجموعة من المحاضرات. كان في هذه الفترة منخرطًا بالكثير من الخلافات المنفصلة. أحد الخصوم كان الراهب البندكتي خواكيم بيريون. اتهمه جاك شاربينتييه، أستاذ الطب، بزعزعة أساسات الفلسفة والدين. دافع أرنود دوسات، الذي كان تلميذ راموس وصديقه، عن راموس أمام شاربينتييه. حُمل راموس على مناقشة غوفيانوس (أنتونيو دي غوفيانو)، على امتداد يومين. طرح الأمر أمام البرلمان في باريس، وفي النهاية أمام الملك فرانسوا الأول. الذي أحاله إلى لجنة مؤلفة من خمسة أشخاص، وجدوا راموس مذنبًا «بالتصرف بطيش وغطرسة ووقاحة»، وحظر محاضراته (1544).

## الدعم الملكي
انسحب من باريس، لكن سرعان ما عاد بعدها، بعد إلغاء المرسوم المسنون ضده على يد الملك هنري الثاني، الذي نُصّب في عام 1547، مدفوعًا بتأثير شارل، كاردينال لورين. وحصل على منصب في كلية نافاري.
عينه الملك هنري الثاني في عام 1551 بصفة أستاذ جامعي يشغل أحد الكراسي الملكية في كوليج دو فرانس، لكنه مُنح بناءً على طلبه لقب أستاذ الفلسفة والفصاحة الذي كان فريدًا وجدليًا وقتها. حاضر أمام جمهور كان يبلغ 2,000 شخصًا لفترة طويلة. نشر بيير غالاند، أحد الأساتذة الأُخر هناك، Contra novam academiam Petri Rami oratio (1551)، وسماه «قاتلًا لأبيه» جراء موقفه تجاه أرسطو. التهمة الأكثر خطورة كانت أنه أكاديمي جديد، أي شكوكي بعبارة أخرى. نشر أودوماروس تالايوس (أومر تالون 1510 - 1581 تقريبًا)، وكان حليفًا مقربًا لراموس، بالفعل عملا في عام 1548 مشتقًا من وصف شيشرون للشكوكية الأكاديمية، مدرسة أكسيلاوس وكارنياديس.

## وصلات خارجية
- بيتروس راموس على موقع الموسوعة البريطانية (الإنجليزية)
- مؤلفات بيتروس راموس في مشروع غوتنبرغ
- أعمال أو نبذة عن بيتروس راموس على أرشيف الإنترنت
- بيتروس راموس  على موسوعة ستانفورد للفلسفة
- بيتروس راموس في شجرة علماء الرياضيات